# Oxytorus knappae
Oxytorus knappae är en stekelart som beskrevs av Ian D. Gauld och Mallet 2000. Oxytorus knappae ingår i släktet Oxytorus och familjen brokparasitsteklar. Inga underarter finns listade i Catalogue of Life.